# Nathan Water
Nathan Water（ネイサン ウォーター）は、日本の作曲家・音楽プロデューサーである。2016年に器楽曲アルバム『Pure Relax 〜Birds of Kyoto〜』の制作でキャリアをスタート。
1987年からシンガーソングライターとして活躍している崎谷健次郎と同一人物である。

## 来歴
2016年
5月、音楽事務所IMPRESSIONが、自然音と共鳴する音楽レーベルを起ち上げることを企画する。自然音のみで構成されるSTAR CABIN-Project第1作として「南アルプスの森 〜渓流と朝の野鳥〜」を発表する。
7月、音楽レーベル「STAR CABIN」が始動し、ロゴマークを公表する。
8月、京都盆地付近各地で自然音を録音したリラクゼーション・ミュージック・アルバム『Pure Relax 〜Birds of Kyoto〜』をSTAR CABIN第1弾作品として発表された。その音楽制作し、作曲・編曲者名としてクレジットしたのが始まりである。

## 制作作品

### サウンドトラック
- STAR CABIN-Project
  - シングル（配信限定）
    - 『南アルプスの森 〜渓流と朝の野鳥〜』（2016年、プロデュース）
    - 「南アルプスの森 〜渓流と朝の野鳥〜」「南アルプス番外編（アオバトとキビタキ）」（自然音録音）

  - アルバム『Pure Relax 〜Birds of Kyoto〜』（2016年、プロデュース）
    - 「宝ヶ池〜Before dawn〜」「美山〜Early spring of fields〜」「銀閣寺〜Silversands garden〜」「三千院〜Japanese nightingale〜」「上賀茂〜The awakening〜」「大原〜Stream and kajika frog〜」「鞍馬〜Mountain's spirits〜」（作曲・編曲）